# Флоттманвіль-Аг
Флоттманві́ль-Аг, Флоттманвіль-Аґ (фр. Flottemanville-Hague) — колишній муніципалітет у Франції, у регіоні Нормандія, департамент Манш. Населення — 885 осіб (2011).
Муніципалітет був розташований на відстані близько 310 км на захід від Парижа, 110 км на північний захід від Кана, 75 км на північний захід від Сен-Ло.

## Історія
До 2015 року муніципалітет перебував у складі регіону Нижня Нормандія. Від 1 січня 2016 року належав до нового об'єднаного регіону Нормандія.
1 січня 2017 року Флоттманвіль-Аг, Аквіль, Одервіль, Бомон-Аг, Бівіль, Бранвіль-Аг, Дігюльвіль, Екюльвіль, Гревіль-Аг, Еркевіль, Жобур, Омонвіль-ла-Петіт, Омонвіль-ла-Рог, Сент-Круа-Аг, Сен-Жермен-де-Во, Тонневіль, Юрвіль-Накевіль, Ватвіль i Вовіль було об'єднано в новий муніципалітет Ла-Аг.

## Демографія
Динаміка населення (INSEE ):
Розподіл населення за віком та статтю (2006):
| Стать | Всього | До 15 років | 15-24 | 25-44 | 45-64 | 65-85 | Понад 85 |
| --- | ------ | ----------- | ----- | ----- | ----- | ----- | -------- |
| Чоловіки | 439    | 118         | 54    | 118   | 125   | 24    | 0        |
| Жінки | 410    | 103         | 43    | 130   | 114   | 20    | 0        |
| \| Статево-вікова піраміда \| Статево-вікова піраміда \| Статево-вікова піраміда \| \| ----------------------- \| ----------------------- \| ----------------------- \| \| Чоловіки \| Вік \| Жінки \| \| 0 \| 85 + \| 0 \| \| 4 \| 80-84 \| 8 \| \| 0 \| 75-79 \| 0 \| \| 8 \| 70-74 \| 4 \| \| 12 \| 65-69 \| 8 \| \| 12 \| 60-64 \| 4 \| \| 31 \| 55-59 \| 43 \| \| 35 \| 50-54 \| 24 \| \| 47 \| 45-49 \| 43 \| \| 51 \| 40-44 \| 55 \| \| 47 \| 35-39 \| 43 \| \| 16 \| 30-34 \| 24 \| \| 4 \| 25-29 \| 8 \| \| 27 \| 20-24 \| 8 \| \| 27 \| 15-20 \| 35 \| \| 51 \| 10-14 \| 59 \| \| 47 \| 5-9 \| 24 \| \| 20 \| 0-4 \| 20 \| |        |             |       |       |       |       |          |
| Статево-вікова піраміда |        |             |       |       |       |       |          |
| Чоловіки | Вік    | Жінки       |       |       |       |       |          |
| 0 | 85 +   | 0           |       |       |       |       |          |
| 4 | 80-84  | 8           |       |       |       |       |          |
| 0 | 75-79  | 0           |       |       |       |       |          |
| 8 | 70-74  | 4           |       |       |       |       |          |
| 12 | 65-69  | 8           |       |       |       |       |          |
| 12 | 60-64  | 4           |       |       |       |       |          |
| 31 | 55-59  | 43          |       |       |       |       |          |
| 35 | 50-54  | 24          |       |       |       |       |          |
| 47 | 45-49  | 43          |       |       |       |       |          |
| 51 | 40-44  | 55          |       |       |       |       |          |
| 47 | 35-39  | 43          |       |       |       |       |          |
| 16 | 30-34  | 24          |       |       |       |       |          |
| 4 | 25-29  | 8           |       |       |       |       |          |
| 27 | 20-24  | 8           |       |       |       |       |          |
| 27 | 15-20  | 35          |       |       |       |       |          |
| 51 | 10-14  | 59          |       |       |       |       |          |
| 47 | 5-9    | 24          |       |       |       |       |          |
| 20 | 0-4    | 20          |       |       |       |       |          |

## Економіка
2010 року серед 627 осіб працездатного віку (15—64 років) 480 були активними, 147 — неактивними (показник активності 76,6%, у 1999 році було 76,5%). З 480 активних мешканців працювало 457 осіб (234 чоловіки та 223 жінки), безробітними було 23 (9 чоловіків та 14 жінок). Серед 147 неактивних 58 осіб було учнями чи студентами, 69 — пенсіонерами, 20 були неактивними з інших причин.

У 2010 році в муніципалітеті числилось 323 оподатковані домогосподарства, у яких проживали 954,0 особи, медіана доходів виносила 20 680 євро на одного особоспоживача